# Francisco Javier de Elío
Francisco Javier de Elío (Pamplona, 4 marzo 1767 – Valencia, 4 settembre 1822) è stato un generale spagnolo, governatore di Montevideo e ultimo (ufficiosamente) viceré di Río de la Plata.
Si distinse nelle campagne dell'America del Sud combattendo contro gli inglesi, i rivoluzionari e il generale francese Suchet in patria. Dopo la restaurazione di Ferdinando VII, venne nominato capitano generale di Valencia e Murcia. Nel 1822 fu condannato a morte e giustizziato mediante garrota con l'accusa di aver cospirato contro il governo costituzionale, in quanto sostenitore dell'assolutismo.

## Biografia

### I primi anni e il ruolo politico nel Río de la Plata
Francisco Javier de Elío nacque a Pamplona nel 1767. Nominato governatore di Montevideo nel 1807, rimase in carica sino al 1809, anno nel quale complottò con Martín de Alzaga contro il suo superiore Santiago de Liniers, viceré del Río de la Plata. Il complotto fallì per il supporto dato a Liniers da Cornelio Saavedra e dalle milizie criolle.
Nel maggio 1810, il successore di Liniers, Baltasar Hidalgo de Cisneros, venne deposto dalla rivoluzione di maggio. Elío mantenne il controllo di Montevideo e della Banda Oriental e si autoproclamò viceré del Río de la Plata, confermato in tale carica dalle cortes di Cadice il 19 gennaio 1811.
Un mese dopo, la popolazione rurale della Banda Oriental, sotto la guida di José Gervasio Artigas, si ribellò anch'essa contro la Spagna e, nel maggio di quell'anno, le truppe di Elío vennero battute nella battaglia di Las Piedras. Rimasto con il solo controllo della Colonia del Sacramento e di Montevideo, fece ritorno in Spagna il 18 novembre 1811 e rassegnò le dimissioni dalla carica di viceré nel gennaio 1812.

### Il ritorno in Spagna
Quando il re Ferdinando VII tornò, nel 1814, dall'esilio in Francia, le Cortes lo obbligarono a rispettare la costituzione spagnola del 1812 di stampo liberale, la quale limitava fortemente i poteri regi. Ferdinando si rifiutò e si recò a Valencia anziché a Madrid. Qui, il 17 aprile, il generale Elío invitò il re a reclamare i suoi diritti assoluti e pose le sue truppe a disposizione del sovrano.
Fervente assolutista, giocò un ruolo rilevante nella repressione dei sostenitori della costituzione del 1812. Per questo venne arrestato durante il triennio liberale e giustiziato a Valencia nel 1822 con la garrota.